# Megachile schmiedeknechti
Megachile schmiedeknechti är en biart som beskrevs av Costa 1884. Megachile schmiedeknechti ingår i släktet tapetserarbin, och familjen buksamlarbin. Inga underarter finns listade i Catalogue of Life.